# Periyakulam
Periyakulam är en ort i Indien.   Den ligger i distriktet Theni och delstaten Tamil Nadu, i den södra delen av landet, 2 100 km söder om huvudstaden New Delhi. Periyakulam ligger 284 meter över havet och antalet invånare är 40 131.
Terrängen runt Periyakulam är varierad. Runt Periyakulam är det tätbefolkat, med 427 invånare per kvadratkilometer. Närmaste större samhälle är Teni, 13,6 km sydväst om Periyakulam. Omgivningarna runt Periyakulam är en mosaik av jordbruksmark och naturlig växtlighet.